# 専修学校

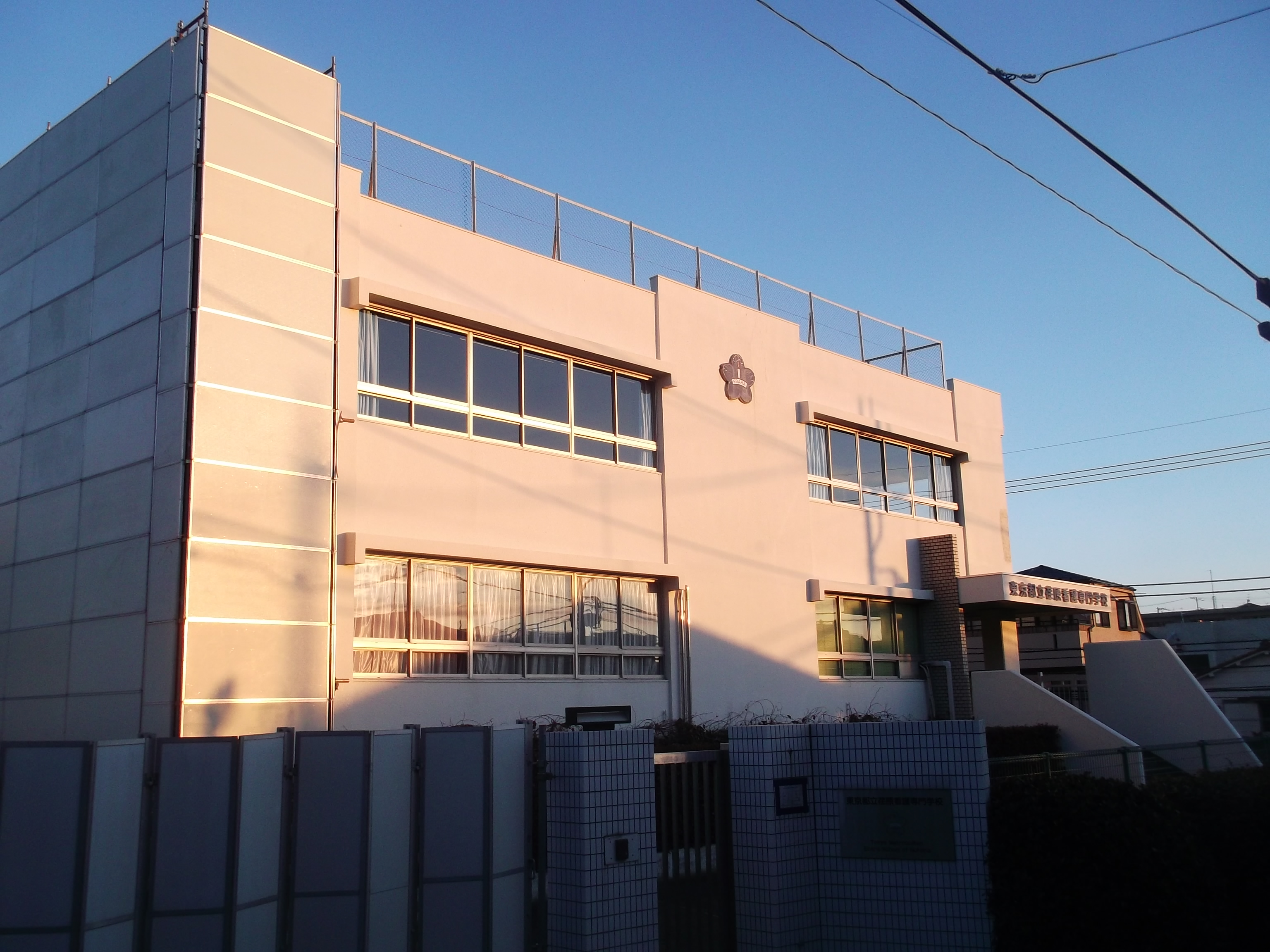
東京都立荏原看護専門学校。看護師を育成する専門課程。

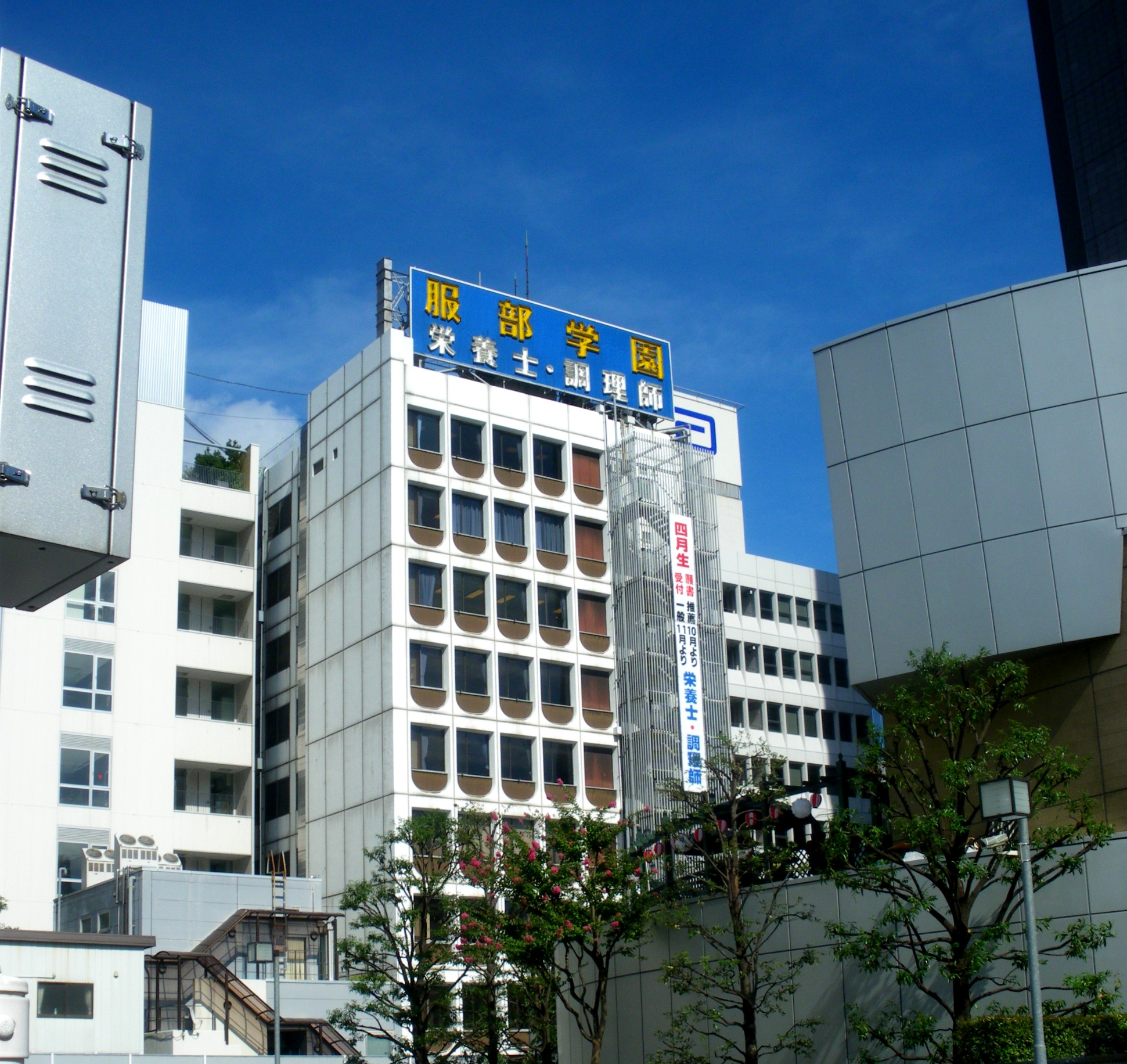
服部栄養専門学校。栄養士・調理師を育成する専門課程。

専修学校（せんしゅうがっこう、英称: specialized training college）とは、学校教育法第124条が定める日本の教育施設である。修業年限は1年以上。
専修学校には、専門課程（専門学校, post-secondary course）、高等課程（高等専修学校, upper secondary course）、一般課程（general course）のいずれかまたは複数がおかれる。高等課程のみを置く専修学校は少なく、「専門学校」と称して専門課程とともに高等課程が置かれる専修学校が多い。
- 専門課程 - 2,817校, 学生数66万人[3][4][2]
- 高等課程 - 424校, 学生数3.8万人[4][5][2]
- 一般課程 - 157校, 学生数2.9万人[4][5][2]

専修学校の教育が大学の教育と違うところは、職業人を育成するための実践の重視であり、授業の内容は平均して講義が5割、実習が4割、企業内研修が1割であった。
「大学」と「専修学校の専門課程」に同時に在籍する「ダブルスクール」の者も存在する。ダブルスクールの形態としては、その者が在籍する大学の課程が実務に直結しないため自主的に専修学校に入学する、大学と専修学校の間の提携制度の下に入学するなどがある。

## 名称
専修学校は「職業もしくは実際生活に必要な能力を育成し、または教養の向上を図ることを目的として組織的な教育を行う」教育施設である。1976年に、学校教育法に専修学校の規定を加える法律が施行され、それ以前に各種学校であった教育施設のうち、設置基準を満たすものが専修学校に移行した。
なお学校教育法（昭和22年法律第26号）第124条括弧書きの規程により、以下に該当するものについては専修学校になることはできない。
- 「他の法律に特別の規定があるもの」
  - 省庁大学校
  - 職業能力開発促進法に規定する公共職業能力開発施設や職業訓練施設など
- 「我が国（日本）に居住する外国人を専ら対象とするもの」 - 外国人学校、民族学校、インターナショナル・スクール、ナショナル・スクール

|                  | 校種および課程         | 法定の独占呼称 | 設置者種別 |
| ---------------- | ---------------------- | -------------- | ---------- |
| 学校教育法規定内 | 専門課程を置く専修学校 | 専門学校       | 国公私立   |
| 学校教育法規定内 | 高等課程を置く専修学校 | 高等専修学校   | 国公私立   |
| 学校教育法規定内 | すべての専修学校       | 専修学校       | 国公私立   |
| 学校教育法規定内 | 各種学校               | なし           | 国公私立   |
| 学校教育法規定外 | 無認可校               | なし           | 法定外     |

一般に、専修学校の個別の校名に「専修学校」、「高等専修学校」、「専門学校」、「大学校参照」の名称がつけられる。なお、高等課程を置く専修学校以外の教育施設は「高等専修学校」の名称を、専門課程を置く専修学校以外の教育施設は「専門学校」の名称を、専修学校以外の教育施設は「専修学校」の名称を用いてはならない。そのため、校名に「専修学校」という名称が入っていれば専修学校であることが、「高等専修学校」という名称が入っていれば高等課程を置いている専修学校であることが、「専門学校」という名称が入っていれば専門課程を置いている専修学校であることが判別できる。
しかし、そうでない校名の場合は、各種学校、無認可校といった教育訓練施設と区別できない。また、専修学校は学校教育法第1条に定められる「学校」（一条校）の名称を用いてはならない。また、専修学校は一条校の略称も用いないことが通例である。

## 課程

### 専門課程
専門課程（せんもんかてい、specialized course）は第3期の教育（post-secondary education）とされ、後期中等教育の修了者（高校卒業者）に対して、高等学校における教育の基礎の上に職業若しくは実際生活に必要な能力を育成し、または教養の向上を図ることを目的として組織的な教育を行う高等教育機関で、ISCED-5Bレベルの課程。
具体的には学校教育法（以下「法」）第125条第3項に基づき、下記のいずれかに該当する者が対象となる。
- 高等学校もしくはこれに準ずる学校、もしくは中等教育学校を卒業した者。
- 文部科学大臣の定めるところにより、高等学校を卒業した者に準ずる学力があると認められた者。具体的には学校教育法施行規則（以下「施行規則」）第183条における、下記のいずれかに該当する者。
  - 法第90条第1項の通常の課程による12年の学校教育を修了した者[注釈 10]。具体的には下記の者が該当する。
    - 特別支援学校[注釈 11]の高等部を修了した者。ただし、学校によっては特別支援学校高等部の修了者もしくは修了見込者の受験が認められない場合もある[13]。
    - 高等専門学校の第3学年を修了した者[注釈 12]。

  - 施行規則第150条の大学入学資格を有する者[注釈 13]のうち第1・2・4・5号のいずれかに該当する者、または第3・6・7号に代えて次の各号のいずれかに該当する者。

1. 修業年限が3年以上の専修学校の高等課程（次項「高等課程」を参照）を修了した者。
2. 法第90条第2項の規定により大学に入学した者（いわゆる飛び入学者）であって、当該者をその後に入学させる専修学校において、高等学校を卒業した者に準ずる学力があると認めた者。
3. 個別の入学資格審査により、高等学校を卒業した者に準ずる学力があると認めた者で、18歳に達した者。

専門課程を置く専修学校を「専門学校」と称することができる。
文部科学大臣の認定する専門課程のうち、2年または3年の課程を卒業した者には専門士、4年の課程を卒業した者には高度専門士の称号が授与される。
- 専門士は修業年限が2年以上で、文部科学省の定める基準を満たす課程を修了した者に付与され[15][注釈 14]、かつ、大学入学資格を有する者は大学の学部への編入学が認められる[注釈 15]ほか、2年制の短期大学の専攻科[17]や高等専門学校（高専）の専攻科[18]への進学もできる。
  - さらに修業年限が3年以上で文部科学省の定める基準を満たす課程を修了し、かつ、大学入学資格を有する者は、3年制の短期大学の専攻科にも進学できる[19]。
- 高度専門士は修業年限が4年で、文部科学省の定める基準を満たす課程を修了した者に付与され[20]、大学院や大学の専攻科への進学もできる[21]。ただし短期大学卒業者とは異なり、専修学校専門課程修了の学歴を基礎資格に、例えば、図書館司書や中学校教諭二種免許状などの資格・免許状に必要な単位数だけでの取得はできない。

### 高等課程
高等課程（こうとうかてい、upper secondary course）は、前期中等教育（中学校など）の修了者に対して、中学校における教育の基礎の上に、心身の発達に応じて、職業若しくは実際生活に必要な能力を育成し、または教養の向上を図ることを目的として組織的な教育を行なう、ISCED-3Cレベルの課程。
具体的には法第125条第2項に基づき、下記のいずれかに該当する者が対象となる。
- 中学校もしくはこれに準ずる学校（特別支援学校[注釈 11]の中学部）、もしくは義務教育学校を卒業した者。
- 中等教育学校の前期課程を修了した者。
- 文部科学大臣の定めるところにより、中学校を卒業した者と同等以上の学力があると認められた者。具体的には施行規則第182条における、同規則第95条の高等学校入学資格を有する者[注釈 16]。

高等課程を置く専修学校は「高等専修学校」と称することができる。
修業年限が3年以上の課程を修了した者は専修学校の専門課程に進学することができる（前項「専門課程」を参照）。
さらにこれに加えて、文部科学省の定める基準を満たす課程を修了した者は高等学校卒業者と同様に大学入学資格を有する。

### 一般課程
一般課程（いっぱんかてい、公式英称: general course）は、高等課程または専門課程の教育以外の職業もしくは実際生活に必要な能力を育成し、または教養の向上を図ることを目的として組織的な教育を行なう。法令上では特に入学資格を定めない課程であり、入学資格は各校が定める。専修学校の中で設置基準が教員資格などの点でもっとも緩い。ISCEDでは分類非該当。
特に大学受験予備校の高卒生対象コースに多く見られ、「大学受験科」などと呼ばれている。小学生対象の学習塾にも一般課程の専修学校がある。

## 統計

### 専修学校進学率
最近では、少子化による大学入試の易化、大学での職業教育の充実により、専修学校の専門課程は志願者集めに苦戦しているといわれている。
実際には、高校卒業者の専修学校進学率は平成に入ってからも15～20%のあいだを推移しており、2016年度も16.2%であった。都道府県別にみると、新潟県が最も高く26.5%であった。新潟県には県内で27校の専修学校（NSGカレッジリーグ）を運営しているNSGグループをはじめ、専修学校が多数立地している。
他方で、最も専修学校進学率が低いのは東京都と広島県の11.8%で、その分大学進学率が高くなっている。

### 就職率
2022年の就職率は、専門課程卒が94.7%、短期大学卒が97.8%、大学卒が95.8%であった。

## 設置基準
専修学校は修業年限は1年以上、昼間課程の年間授業時間は800時間以上、夜間課程の年間授業時間は450時間以上、生徒は常時40人以上でなければならない。専修学校と各種学校は類似しているが、各種学校の方が基準は緩い。
- 高等課程のうち、大学入学資格が付与される課程は修業年限は3年以上、修了に必要な総授業時数は2,590単位時間以上[注釈 22]、修了に必要な普通科目の総授業時数が420単位時間以上[注釈 23]でなければならない。

- 専門課程のうち、大学（学部）に編入学することができる課程は修業年限は2年以上、課程の修了に必要な総時間数は1,700単位時間以上（単位制・通信制は62単位以上）でなければならず、さらに、試験などで成績評価を行ない、その評価にもとづく課程の修了認定を行なっている課程（高度専門士の付与要件により認められた課程を除く[27]）は専門士の称号を付与できる[28]。

- 専門課程のうち、大学院に入学することができる課程は修業年限は4年以上、課程の修了に必要な総時間数は3,400単位時間以上（単位制・通信制は124単位以上）でなければならず、さらに体系的に教育課程が編成され、試験などで成績評価を行ない、その評価にもとづく課程の修了認定を行なっている課程は高度専門士の称号を付与できる[29]。

専修学校の設置基準は学校教育法のほかにも文部科学省令である「専修学校設置基準」などに詳しく定められている。
なお、上記で用いられている「時間」という用語は単位時間を指す。このことは専修学校設置基準関連法令の趣旨および概要を通達した別文書「学校教育法の一部を改正する法律等の施行について」に記されている。

### 教育組織
専修学校には高等課程、専門課程、一般課程ごとに、専修学校の目的に応じた分野の区分ごとに「教育上の基本となる組織」を置くものとされ、「教育上の基本となる組織」に1または2以上の学科を置くものとされている。
複数の課程を置き、多数の分野をあつかう専修学校では「工業高等課程」、「商業実務高等課程」、「工業専門課程」、「商業実務専門課程」、「文化・教養一般課程」などの名称の「教育上の基本となる組織」が置かれ、その下に学科が置かれる。

### 施設および設備等
専修学校の施設および設備などについては、「専修学校設置基準」の「第5章 施設及び設備等」などに定めがある。
| 項目                                                     | 内容 |
| -------------------------------------------------------- | --- |
| 原則                                                     | 校地および校舎の位置および環境は、教育上および保健衛生上適切なものでなければならない（第44条）。                             |
| （必ず）備えなければならないもの                         | 校舎等を保有するに必要な面積の校地、校舎（第45条第1項）                                                                      |
| 目的に応じ、備えなければならないもの                     | 運動場、その他必要な施設の用地（第45条第2項）                                                                                |
| 目的、生徒数または課程に応じ、備えなければならないもの   | 教室、教員室、事務室、その他必要な附帯施設（第46条第1項） 必要な種類および数の機械、器具、標本、図書、その他の設備（第49条） |
| なるべく備えなければならないもの                         | 図書室、保健室、教員研究室等（第46条第2項）                                                                                  |
| 目的に応じ、確保しなければならないもの                   | 実習場、その他の必要な施設（第46条第3項）                                                                                    |
| 夜間において授業を行う専修学校が備えなければならないもの | 適当な照明設備（第50条） |

なお、専修学校は、特別の事情があり、かつ、教育上および安全上支障がない場合は他の学校などの施設および設備を使用することができる（第51条）。

## 特徴
- 技能や資格が知識と同時に得られるカリキュラムになっている専修学校が多い。
- 大学等の一条校に比べ設置基準が緩いため、カリキュラムを実社会の動向に合わせて素早く変更できる（小規模校が多く、小回りが利きやすい）[33]。
- 企業が直接開校に関わった、その仕事に直結する専修学校が存在する[注釈 27]。
- 専門学校は就職率[注釈 28]が大学より高い。文部科学省の調べで2005年度の就職率は専門学校79.7%、短期大学67.7%、大学[注釈 20]63.7%と、大学より10ポイント高くなっている。これは、専門学校では企業が求める専門的な技能を卒業生が身につけていることが大きな理由であるとされる[34]。ただし、同年度の卒業者のうち就職希望者の割合は専修学校91.4%、短期大学75.2%、大学68.3%であり、就職希望者に対する就職者の割合としての就職内定率は、専修学校の91.8%に対して、短期大学90.8%、大学95.3%である[35]。
- 大手企業等の総合職採用の募集要項では、応募資格が大卒以上[注釈 29]とされ、専門学校生はエキスパート職の採用枠になるケースがある。

## 学生生活

### 専門課程
基本的には4月入学・3月卒業である。

#### 大学と異なる点
- 服装: 大学と同様、原則的に服装は各生徒の裁量にゆだねられているが、制服またはスーツ着用を義務づけている専門課程もある[注釈 30]。
- 授業科目: 必修科目ばかりの教育課程が多い。
- ホームルーム・掃除: 欠席や遅刻、早退に関しては厳密に評価されることが多く[注釈 31]、掃除も行われることが多い。
- 授業中の定員: 1の授業科目について同時に授業を行う生徒数は原則として40人以下とされている[36][注釈 32]。
- 授業時間や時間割: 1時限が50分や90分と、学科等によって異なる。
- 資格: 所定の資格[注釈 33]を取得できなければ卒業させない場合もある。
- 実習: 医療関係、美容関係、ファッション関係などの学科においては生徒同士で実習を行なうことが多い。美容関係、ファッション関係の学科においては現代のトレンドやスタイルがさまざまであるため、できるだけ自由な発想が求められる。また、美容系では生徒がカッティングのモデルになることが多いため、スキンヘッドや坊主、角刈りなどは支障が出るとして認められない場合が多い。言語コミュニケーション系や医療事務系[注釈 34]では職場のセットを専修学校が用意して実習を行う。情報処理関係ではパソコンだけでなくUNIXのワークステーションが保有される。
- 掲示板や休講・補講等の有無:
- 学校行事: 学期の開始・終了や長期休業の前後に始業式や終業式が行なわれる学校があれば、体育祭が行われる学校もある。
  - 在学者の行事の参加は、学習の披露や職業・集団訓練の一環として参加を義務づけている専門課程が多い。
- サークル活動: 活動が行なわれている専門課程もあるが、大学に比べると数は少ない。
- 立地・規模: 多くの専修学校は道路沿いや公共交通機関が発達している場所に面している。1棟のビルのみの専修学校もある。大学では運動場の設置が義務づけられている[37]が、専修学校ではその義務がないため（ただし、目的に応じて備えなければならない[38]）、占有面積は小さい。
- 施設: 大学や高等専門学校では教員に研究室が必要とされている[39]のに対して、専修学校ではなるべく備えるものとされている。また専修学校では、教員室、事務室などの設置は、目的、生徒数または課程に応じて備えられる。このため、教員室、事務室等がない専修学校もある[40]。最低限の設備だけしかない専修学校も存在し、学生食堂や駐車場などを設けている専修学校は少ない。だが、東北文化学園専門学校や日本工学院専門学校などのように、大学のキャンパス内や大学に近接している専修学校は広いところもあり、これらは大学の学生との交流や施設利用が可能な場合もある。また、聖心女子専門学校のように、広大な敷地面積を有している専修学校もある。
- 長期休暇: 一般的に、夏期は7月下旬[注釈 35] ～ 8月31日頃[注釈 36]、冬期は12月下旬 ～ 1月上旬[注釈 37]、春期は期末考査終了 ～ 4月の入学式頃までである。ただし、期間中に合宿（修学旅行や海外研修など）や企業研修・実習が行われることもある。また、修了条件が単位制ではなく時間制になっている専修学校が多いため、全学年が同じ期間であることが多い。
- 設置の認可については、大学は文部科学大臣[注釈 38]が行うのに対して、専修学校は都道府県知事[注釈 39]が行う。
- 専修学校における教員は、大学のように学長や教授・准教授ではなく、校長や講師[41]である。

## 一条校化への動き

### 経緯
専修学校は学校教育法第1条に定められた「学校（一条校）」ではないため、以下の点で問題が発生する。
- 司書となる資格を取得できないことなど制約がある。
- 「激甚災害に対処するための特別の財政援助等に関する法律」（激甚災害法）が適用されない[注釈 40][注釈 41]。

このため、現状の設置基準を満たした全ての専修学校を一条校に位置付けようとする運動もある。

#### 文部科学省
この動きを受けて文部科学省は、「専修学校の振興に関する検討会議」を設置し、同会議は2008年10月20日、一定の水準を満たす専修学校を一条校に位置付けることを重要課題に挙げた報告書案をまとめた。その後、2008年11月に「社会環境の変化を踏まえた専修学校の今後の在り方について（報告）」がとりまとめられ、「新たな学校種に関しては、キャリア教育・職業教育の在り方の全体像を議論する中で、重要な課題の一つとして、より総合的・多面的で専門的な検討を行い得る場である中央教育審議会において、議論を深めていくことが適当」とされた。

#### 中央教育審議会（中教審）
これを受けて中教審キャリア教育・職業教育特別部会では、「新しい学校種」についても全30回にわたり議論された。例えば第4回において、寺田盛紀委員は以下のように意見を述べている。
- 中等職業教育修了者の高等教育進学のシステムや職業系大学の創設・再編が課題になるのではないか。具体的に言うと、短期大学という暫定的高等教育機関、高専という「奇妙な」（中等教育が前段階にある）短期の高等教育、法的位置づけ上は各種学校時代の「その他各種学校」の性格を引きずっている専修学校、これらの時代性（いずれも1962年という再建期日本で認知・誕生）を乗り超える必要がある。
- 看護師養成課程に見られるような最低3年ないし4年制の、しっかりした基礎教育と専門職業教育を行うことのできる新たな高等教育機関に再編すべきではないか。短大、高専、専修・専門学校を1つの屋根で統合するなら、「専門（専科）大学」、専修学校単独なら「職業大学」の創設を提案したい。

その後中教審は、平成23年1月31日の第74回総会で「今後の学校におけるキャリア教育・職業教育の在り方について」（答申）をとりまとめた。その第4章第4節「職業実践的な教育に特化した枠組みについて」の中で、次のように述べている。
- 職業実践的な教育のための新たな枠組みを整備することが考えられる。
- これまで発展してきた大学[注釈 43]・短期大学・高等専門学校・専門学校の教育とあいまって、高等教育機関全体として、職業教育システムを構築・充実していくための契機となることが期待される。

以上を踏まえ、具体的な構想が示され、「今後、高等教育関係者や学習対象者、産業界、公共職業能力開発施設関係者を含む各界の意向等を踏まえて、新たな枠組み全般の具体化について、詳細な検討が進められることが適当である」とまとめている。

#### 職業大学の設置へ
その後、若者の「社会的・職業的自立」や「学校から社会・職業への移行」を巡る経緯と現状のたまに政府・文部科学省と中央教育審議会は、実践的な職業教育や技能訓練を行う高等教育機関として「職業大学」を設置する方針を固めた。これは高校卒業後の進学や、社会人の専門知識の習得を想定している。学校は新設せず、希望する既存の大学などに職業大学へ転換してもらう考えである。政府の産業競争力会議で原案が示され、2016年5月30日、実践的な職業教育を行う新しい高等教育機関として「専門職業大学」（仮称）を制度化するよう文部科学大臣に答申した。2017年3月10日、職業教育を行う新たな高等教育機関として「専門職大学」及び「専門職短期大学」制度を創設する学校教育法の一部を改正する法律案を閣議決定した。この法律案は2017年5月24日に成立し、5月31日に法律第41号として公布され、2019年4月1日に施行された。
専門職大学は、「大学のうち、深く専門の学芸を教授研究し、専門性が求められる職業を担うための実践的かつ応用的な能力を展開させることを目的とするもの」と規定されている。なお通常の大学に対しては、「文部科学大臣の定めるところにより、大学を卒業した者に対し、学士の学位を授与するものとする」と規定されている一方で、専門職大学に対しては、「文部科学大臣の定めるところにより、専門職大学を卒業した者（第87条の2第1項の規定によりその課程を前期課程及び後期課程に区分している専門職大学にあっては、前期課程を修了した者を含む）に対し、文部科学大臣の定める学位を授与するものとする」と規定されている。
また専門職短期大学は、「（第108条）第2項の大学（短期大学）のうち、深く専門の学芸を教授研究し、専門性が求められる職業を担うための実践的かつ応用的な能力を育成することを目的とするもの」と規定されている。なお通常の短期大学に対しては、「文部科学大臣の定めるところにより、短期大学を卒業した者に対し、短期大学士の学位を授与するものとする」と規定されている一方で、専門職短期大学に対しては、「文部科学大臣の定めるところにより、専門職短期大学を卒業した者に対し、文部科学大臣の定める学位を授与するものとする」と規定されている。

### 問題点
一方で、現状の設置基準を満たした全ての専修学校を一条校にしようとする場合、既存の一条校との兼ね合いから以下のような問題が生じることが懸念されている。
- 私立の専修学校については学校法人であることが原則化され[53]、その他の者（準学校法人[注釈 45]を含む）が設置する既存の専修学校は下記のいずれかの形をとる可能性があること。
  - 学校法人化、または新たに学校法人を設立し、そちらに移管すること。ちなみに全国専修学校各種学校総連合会は、「第54回定例総会」にて、「専修学校では学校法人化要件の緩和が措置されていることから、学校法人立以外の専修学校は学校法人化を条件とする」としている[54]。
  - 法附則第6条[注釈 46]または構造改革特別区域法[注釈 47]の適応により、学校法人立以外の専修学校を認めてもらうこと。
- 保健室[55]や図書館（図書室を含む）[56][注釈 48][注釈 49]などの設置が原則として義務化されてしまうこと[注釈 50]。
- 職員についての定めが細かく規定される可能性があること[注釈 51]。
- 以上のいずれも適応できなかった場合、各種学校に格下げされる可能性があること。

また法令上の制限はないものの、2つ以上の一条校の学生になることを独自に禁止している大学、高等専門学校、高等学校、中等教育学校が特に私立学校に多いため、これまでのダブルスクールが場合によっては不可能となってしまうことも懸念されている。
フリーライターの安田水浩は、以下の理由で一条校化に疑問を呈している。そして、大学が専門学校化するのに対抗して専門学校が大学化してはならず、「してはたまるか」と言い切る姿勢、すなわち大学に真似のできない専門学校を目指すことが必要ではないかと結論づけている。
- 専門学校を一条校化する理由が乏しい。文科省内ですら一条校化すべきという意見はほとんど聞かれず、むしろ、国の予算配分の際、少しでも自分たちを優遇してほしいという業界団体のひとつの考え方という冷ややかな受け止め方すら聞かれる[58]。
- 専門学校は様々な事情により大学や短大に進学出来なかった人たちの受け皿となり、職業教育を受けさせて世の中に送り出している。法律上の位置づけはどうであれ、専門学校は立派に公益の一角を果たしている[59]。
- 私学助成を受けている大学の中には補助金漬けの経営に陥っている大学がある。それに比べれば専門学校は自由で健全である。一条校化で私学助成が受けられるようになると、自由で機動力がある専門学校の良さが失われる恐れがある[60]。
- 専門学校が一条校化で大学と同等の法的地位を得たとしても、1期校、2期校という呼び方がなくなってなお「駅弁大学」という蔑称が残っているように、世の中の専門学校への見方は変わらないのではないか[57]。

ジャーナリストの恩田敏夫は以下のように指摘している。
- 大学が定員確保のための生き残り策として「就職に強い大学」「就職に熱心な大学」を打ち出し、職業教育に力を入れ専門学校化している。
- 職業教育特化型の新しい学校を必要とするなら、既存の学校とどこがどう異なるのか説得力のある説明が必要である。
- 新学校種創設が専門学校の格上げ狙いにすぎないとしたら社会に認知されず、受け入れられないのではないか。

短期大学を運営する山内学園および郡山開成学園は、第5回の「専修学校の振興に関する検討会議」において以下のように指摘したうえで、新専門学校については高等教育全体、新高等専修学校については中等教育全体の議論のなかで考えるべきと結論づけている。
- 短期大学と専門学校は設置基準等に著しい差異が存在するにもかかわらず、同等の教育機関であるというイメージが定着した。設置基準等の抜本的な変更もなく「一条校化」が認められるとすれば、専修学校は義務[注釈 53]を果たすことなく恩恵だけは享受でき、反対に大きな義務を負う短期大学への影響は甚大となる。
- 新専門学校・新高等専修学校の教育を「職業教育」と位置づけようとしているが、大学・短期大学、高等専門学校、高等学校（以下総称して「大学や高校等」）においても専門教育を通じての職業教育を行っており、新しい学校種（あるいは現行の専修学校）のみに「職業教育」の冠をつけることには賛成できない。
- 一条校化を目指すのであれば、一条校である大学や高校等を目指せば済むことではないか。過去、多くの専修学校や各種学校が一条化を目指して、数々の障害を乗り越えながら大学や高校等を設置してきた。それでも新しい学校種の創設を目指すのであれば、今までの学校体系では対応できないという根拠が必要である。
- 緩やかな設置基準による柔軟な学校運営にこそ、専修学校の強さと特徴があったのではないか。なぜ、その強さと特徴を失うような一条校化を目指すのか。
- 高等教育の一条校化は、現行の大学・短期大学両設置基準が最低の水準と考えており、高等教育の国際的な「質の保証」が問われる今、これらを下回るような新しい学校種の創設を行うべきではない。